# Resolutie 1566 Veiligheidsraad Verenigde Naties
Resolutie 1566 van de Veiligheidsraad van de Verenigde Naties werd op 8 oktober 2004 unaniem door de VN-Veiligheidsraad aangenomen en richtte een werkgroep op voor maatregelen tegen terrorisme.

## Inhoud

### Waarnemingen
De Veiligheidsraad bracht resolutie 1540 in herinnering. Ze bevestigde ook de strijd tegen terrorisme en was bezorgd om het stijgende aantal slachtoffers ervan.

### Handelingen
De Raad veroordeelde alle terreurdaden, ongeacht hun motivatie en wanneer en door wie ze gepleegd werden, als een ernstige bedreiging van de vrede en de veiligheid. Alle landen werden opgeroepen mee te werken aan de strijd tegen terrorisme. Ook internationale organisaties werden opgeroepen meer samen te werken met de VN en diens Antiterrorismecomité aan de uitvoering van resolutie 1373 uit 2001. Dat Comité werd opgedragen landen te bezoeken om beter op die uitvoering toe te zien.
Er werd ook een werkgroep opgericht die aanbevelingen die de Veiligheidsraad ontving inzake praktische maatregelen tegen terroristen om hen te berechten, hun middelen te bevriezen, hun bewegingsvrijheid in te perken en te voorkomen dat ze aan wapens kunnen komen te overwegen en procedures voor de uitvoering van die maatregelen op te stellen. De werkgroep werd gevraagd om ook na te denken ove een internationaal compensatiefonds voor de slachtoffers van terreurdaden.

## Verwante resoluties
- Resolutie 1530 Veiligheidsraad Verenigde Naties
- Resolutie 1535 Veiligheidsraad Verenigde Naties
- Resolutie 1611 Veiligheidsraad Verenigde Naties (2005)
- Resolutie 1617 Veiligheidsraad Verenigde Naties (2005)

Lijst ·  1522 ·  1523 ·  1524 ·  1525 ·  1526 ·  1527 ·  1528 ·  1529 ·  1530 ·  1531 ·  1532 ·  1533 ·  1534 ·  1535 ·  1536 ·  1537 ·  1538 ·  1539 ·  1540 ·  1541 ·  1542 ·  1543 ·  1544 ·  1545 ·  1546 ·  1547 ·  1548 ·  1549 ·  1550 ·  1551 ·  1552 ·  1553 ·  1554 ·  1555 ·  1556 ·  1557 ·  1558 ·  1559 ·  1560 ·  1561 ·  1562 ·  1563 ·  1564 ·  1565 ·  1566 ·  1567 ·  1568 ·  1569 ·  1570 ·  1571 ·  1572 ·  1573 ·  1574 ·  1575 ·  1576 ·  1577 ·  1578 ·  1579 ·  1580